# 鈴木貴久
鈴木 貴久（すずき たかひさ、1963年11月20日 - 2004年5月17日）は、北海道旭川市出身のプロ野球選手（外野手）。

## 経歴

### プロ入り前
旭川大高2年時の1980年に、北北海道代表として夏の選手権に出場。同大会では、北北海道代表校として初めて2勝を挙げた。
高校卒業後、社会人野球の電電北海道を経て、1984年のプロ野球ドラフト会議で近鉄バファローズから5位指名を受け入団した。

### プロ入り後
1985年はウエスタン・リーグで打率.296、8本塁打を記録。
1986年に頭角を現す。
1987年にレギュラーを獲得。以後、4年連続で20本塁打以上を記録するなど近鉄の主力として活躍し、「北海の荒熊」の異名をとった。
1988年10月19日に川崎球場で行われたロッテオリオンズとのダブルヘッダーでは、第1試合の9回表二死二塁の場面で二塁走者として梨田昌孝の適時打でホームインし、決勝点となる得点を挙げた（第2試合に引き分け優勝は逃した）。（→10.19）
1997年4月8日のロッテとの開幕戦では大阪ドーム公式戦第1号本塁打を記録している。
2000年限りで現役を引退。10月8日に引退試合が行われた。

### 引退後
引退後も二軍打撃コーチとして近鉄に留まり、若手選手の育成に努めたが、2004年5月17日未明に急性気管支炎のため40歳で死去。亡くなる前々日の15日のウエスタン・リーグ対阪神戦（鳴尾浜）の練習後に体調不良を訴え帰宅し、翌16日は体調が回復せず練習を欠席、そしてその夜容体が急変し、17日の午前0時半ごろに病院に運ばれたが、そのまま帰らぬ人となった。

## 選手としての特徴・人物
ここ一番での勝負強さと長打力を誇る打撃に加え、守備・走塁で魅せる体を張った全力プレーが最大の持ち味。近鉄の9年ぶりのリーグ優勝が懸かった1989年10月14日の福岡ダイエーホークス戦では9回表、フェンスに激突しながらも打球を好捕した。
開幕戦に強く、本塁打を1990年、1996年、1997年に打っている。このうち1997年は大阪ドーム公式戦第1号本塁打であった。また、1989年の日本シリーズでも第1戦に斎藤雅樹（読売ジャイアンツ）から本塁打を打っている。
1986年7月13日、1999年9月11日と2度にわたって工藤公康のノーヒットノーランを阻止している（前者=近鉄対西武9回1死から、後者=近鉄対ダイエー8回2死から）。
アルペンスキーの腕前は指導員レベルだった。
近鉄二軍打撃コーチに指導した坂口智隆はバットの先端が投手方向へ向く「ヘッドが入る」打撃フォームは、周囲から直すように何度も指導を受けたが、当時二軍打撃コーチだった鈴木だけは「それで大丈夫」と認めてくれた。坂口は「僕の打撃の師匠は鈴木さん。積極性のある打撃を作ってくれた。初球で簡単に終わってもいい。三振してもいいからファーストストライクは必ず振っていけ。見逃し三振だけはダメだぞと。ガンガンいくスタイルの土台は、鈴木さんが作ってくれた。近鉄時代には恩返しはできなかったけど、鈴木さんに鍛えてもらったからプロ20年をやってこれた。」と述べている。

## 詳細情報

### 年度別打撃成績
| 年 度      | 球 団      | 試 合 | 打 席 | 打 数 | 得 点 | 安 打 | 二 塁 打 | 三 塁 打 | 本 塁 打 | 塁 打 | 打 点 | 盗 塁 | 盗 塁 死 | 犠 打 | 犠 飛 | 四 球 | 敬 遠 | 死 球 | 三 振 | 併 殺 打 | 打 率 | 出 塁 率 | 長 打 率 | O P S |
| ---------- | ---------- | ----- | ----- | ----- | ----- | ----- | -------- | -------- | -------- | ----- | ----- | ----- | -------- | ----- | ----- | ----- | ----- | ----- | ----- | -------- | ----- | -------- | -------- | ----- |
| 1986       | 近鉄       | 63    | 135   | 127   | 13    | 30    | 3        | 0        | 9        | 60    | 15    | 0     | 0        | 1     | 0     | 7     | 0     | 0     | 27    | 2        | .236  | .276     | .472     | .749  |
| 1987       | 近鉄       | 119   | 487   | 450   | 46    | 118   | 21       | 0        | 21       | 202   | 54    | 4     | 4        | 3     | 3     | 25    | 4     | 6     | 89    | 11       | .262  | .308     | .449     | .757  |
| 1988       | 近鉄       | 123   | 428   | 378   | 41    | 93    | 11       | 1        | 20       | 166   | 54    | 1     | 0        | 7     | 6     | 34    | 2     | 3     | 71    | 13       | .246  | .309     | .439     | .748  |
| 1989       | 近鉄       | 118   | 452   | 412   | 50    | 118   | 15       | 1        | 20       | 195   | 57    | 1     | 3        | 1     | 3     | 32    | 1     | 4     | 64    | 6        | .286  | .341     | .473     | .815  |
| 1990       | 近鉄       | 122   | 480   | 422   | 65    | 114   | 21       | 0        | 22       | 201   | 71    | 4     | 1        | 10    | 3     | 40    | 1     | 5     | 59    | 11       | .270  | .338     | .476     | .815  |
| 1991       | 近鉄       | 127   | 495   | 431   | 50    | 116   | 20       | 2        | 18       | 194   | 63    | 2     | 1        | 1     | 3     | 55    | 2     | 5     | 75    | 10       | .269  | .356     | .450     | .806  |
| 1992       | 近鉄       | 61    | 195   | 167   | 16    | 31    | 6        | 0        | 9        | 64    | 26    | 3     | 1        | 1     | 2     | 22    | 1     | 3     | 42    | 5        | .186  | .289     | .383     | .672  |
| 1993       | 近鉄       | 86    | 304   | 276   | 28    | 58    | 9        | 0        | 10       | 97    | 37    | 0     | 1        | 1     | 2     | 24    | 0     | 1     | 45    | 8        | .210  | .274     | .351     | .625  |
| 1994       | 近鉄       | 120   | 483   | 430   | 56    | 113   | 21       | 0        | 19       | 191   | 73    | 1     | 0        | 0     | 2     | 47    | 0     | 4     | 74    | 12       | .263  | .340     | .444     | .784  |
| 1995       | 近鉄       | 123   | 481   | 423   | 35    | 107   | 12       | 0        | 16       | 167   | 50    | 1     | 0        | 5     | 2     | 45    | 1     | 6     | 69    | 11       | .253  | .332     | .395     | .727  |
| 1996       | 近鉄       | 122   | 488   | 426   | 45    | 114   | 21       | 1        | 9        | 164   | 50    | 3     | 4        | 5     | 5     | 47    | 2     | 5     | 76    | 11       | .268  | .344     | .385     | .729  |
| 1997       | 近鉄       | 125   | 489   | 436   | 45    | 114   | 18       | 3        | 10       | 168   | 53    | 9     | 4        | 7     | 2     | 42    | 1     | 2     | 67    | 10       | .261  | .328     | .385     | .713  |
| 1998       | 近鉄       | 108   | 307   | 278   | 23    | 76    | 16       | 0        | 5        | 107   | 36    | 4     | 0        | 2     | 4     | 21    | 0     | 2     | 38    | 8        | .273  | .325     | .385     | .709  |
| 1999       | 近鉄       | 73    | 113   | 101   | 6     | 22    | 2        | 0        | 4        | 36    | 16    | 0     | 0        | 1     | 1     | 8     | 1     | 2     | 10    | 7        | .218  | .286     | .356     | .642  |
| 2000       | 近鉄       | 11    | 20    | 20    | 1     | 2     | 0        | 0        | 0        | 2     | 2     | 0     | 0        | 0     | 0     | 0     | 0     | 0     | 6     | 1        | .100  | .100     | .100     | .200  |
| 通算：15年 | 通算：15年 | 1501  | 5357  | 4777  | 520   | 1226  | 196      | 8        | 192      | 2014  | 657   | 33    | 19       | 45    | 38    | 449   | 16    | 48    | 812   | 126      | .257  | .324     | .422     | .746  |

### 表彰
- 月間MVP：1回 （1990年6月）

### 記録
初記録
- 初出場：1986年5月4日、対南海ホークス3回戦（藤井寺球場）、6回裏に淡口憲治の代打で出場
- 初先発出場：1986年5月24日、対南海ホークス5回戦（秋田市営八橋球場）、9番・左翼手で先発出場
- 初安打：1986年6月12日、対ロッテオリオンズ10回戦（川崎球場）、8回表に井辺康二から
- 初本塁打・初打点：1986年6月13日、対西武ライオンズ10回戦（西武ライオンズ球場）、3回表に東尾修から先制ソロ

節目の記録
- 100本塁打：1991年6月25日、対福岡ダイエーホークス10回戦（平和台球場）、6回表に杉本正から左越ソロ ※史上165人目
- 150本塁打：1995年5月13日、対オリックス・ブルーウェーブ6回戦（藤井寺球場）、3回裏に星野伸之から左越同点2ラン ※史上100人目
- 1000試合出場：1995年7月2日、対福岡ダイエーホークス16回戦（藤井寺球場）、4番・右翼手として先発出場 ※史上325人目
- 1000安打：1996年9月17日、対千葉ロッテマリーンズ19回戦（藤井寺球場）、8回裏に成本年秀から左前安打 ※史上184人目
- 1500試合出場：2000年4月16日、対西武ライオンズ2回戦（大阪ドーム）、5番・左翼手として先発出場 ※史上128人目

その他の記録
- オールスターゲーム出場：3回 （1990年、1991年、1994年）

### 背番号
- 44 （1985年 - 1989年）
- 2 （1990年 - 2000年）
- 72 （2001年 - 2004年）